# Barry Opdam
Barry Opdam (* 27. února 1976, Leiden) je bývalý nizozemský fotbalový obránce. Podstatnou část své kariéry prožil v klubu AZ Alkmaar.

## Klubová kariéra
Většina jeho kariéry je spjata s klubem AZ Alkmaar, s nímž se v sezóně 2006/07 probojoval do finále nizozemského poháru (KNVB beker). V něm AZ podlehl Ajaxu Amsterdam až v penaltovém rozstřelu. V červenci 2008 přestoupil do rakouského ambiciózního týmu Red Bull Salzburg, s nímž během svého dvouletého angažmá získal dva ligové tituly. Poté se vrátil do Nizozemska a v letech 2010–2012 hrál v klubu FC Volendam, kde také zakončil aktivní kariéru.

## Reprezentační kariéra
V nizozemském reprezentačním A-mužstvu debutoval pod trenérem Marco van Bastenem 4. června 2006 v domácím kvalifikačním utkání proti Rumunsku (výhra 2:0).
Celkem odehrál za nizozemskou fotbalovou reprezentaci 8 zápasů a vstřelil jeden gól (proti České republice). Nedostal se na žádný vrcholový turnaj.

### Reprezentační góly
Góly Barryho Opdama za A-tým Nizozemska
| Gól | Datum       | Stadion                    | Soupeř | Skóre | Výsledek | Soutěž                 |
| --- | ----------- | -------------------------- | ------ | ----- | -------- | ---------------------- |
| 010 | 8. 10. 2005 | Toyota Arena, Praha, Česko | Česko  | 0:2   | 0:2      | Kvalifikace na MS 2006 |